# Battaglia del San Lorenzo
La battaglia del San Lorenzo (St. Lawrence in lingua inglese) è il nome con il quale sono conosciute una serie di azioni condotte da sommergibili e da navi antisommergibile nel basso San Lorenzo, nel golfo omonimo, nello stretto di Belle Isle ed in quello di Caboto tra il maggio 1942 ed il novembre 1944. In questo periodo, gli U-Boote tedeschi affondarono un certo numero di navi mercantili e tre navi da guerra canadesi.
Nel periodo tra le due guerre, le precarie condizioni economiche ed il senso di sicurezza dovuto alla vicinanza con gli Stati Uniti, fece sì che la Royal Canadian Navy (RCN) venisse ridotta a soli sei cacciatorpediniere ed alcuni dragamine, rendendola di fatto incapace a difendere le proprie acque costiere. Tuttavia, alla fine delle ostilità, la RCN era la terza flotta alleata per dimensioni nel mondo, potendo contare su circa 100 000 effettivi (tra uomini e donne) ed una forza di 400 navi. All'inizio della guerra, la marina canadese aveva dato la priorità alle rotte dei convogli del Nord Atlantico.

## Primavera 1942
La Kriegsmarine non aveva piani di attacco alle navi mercantili nel fiume e nel golfo di San Lorenzo, nonostante il fatto che i convogli si formassero proprio fuori Halifax e Sydney. Di conseguenza, le prime azioni furono piuttosto casuali.
Il primo attacco venne sferrato il 10 giugno 1942 dall'U-553, che silurò ed affondò il cargo britannico Nicoya alla foce del fiume San Lorenzo, diversi chilometri al largo dell'isola di Anticosti. Poche ore dopo, sempre nella stessa zona, lo stesso sommergibile affondò anche il cargo olandese Leto. Dopo queste due vittorie, l'U-553 lasciò il golfo e tornò nell'Atlantico settentrionale, per continuare la crociera prestabilita.
Prima di questi affondamenti, il golfo ed il fiume San Lorenzo erano stati sorvegliati da solo quattro unità della RCN. In particolare, si trattava di un dragamine della classe Bangor, due motolance della Fairmile Marine ed uno yacht armato: si trattava di una forza chiaramente inadeguata, e per questo motivo i canadesi decisero di schierare anche cinque corvette della classe Flower. Nonostante questo, però, le forze della RCN rimanevano scarse.
L'incidente rivelò che la marina canadese non aveva le risorse necessarie per far fronte alla situazione e ci fu la richiesta di ritirare le unità navali in Atlantico per assegnarle alla difesa delle acque nazionali. Nonostante questo la priorità della RCN rimase solo quella di scorta ai convogli diretti verso Gran Bretagna, Unione Sovietica e Nord Africa.
Parecchie unità di scorta britanniche affiancarono le navi canadesi per diversi mesi del 1942, con i convogli che venivano formati presso le basi navali di HMCS Chaleur II, a Québec, di HMCS Fort Ramsay a Gaspé e di HMCS Protector a Sydney. L'aviazione canadese sorvegliò le operazioni navali con velivoli che operavano dalle basi di Mont-Joli, Bagotville, Chatham, Mount Pleasant, Charlottetown, Summerside, Debert, e Sydney, oltre che da varie piste civili, come quelle sulle isole della Maddalena.
I residenti lungo la costa di Gaspé, del golfo di San Lorenzo e del fiume San Lorenzo, erano terrorizzati dalle azioni di guerra nelle loro acque. Il governo canadese quindi decise di censurare le notizie riguardanti questi fatti, proibendo ai media di parlarne. Venne applicato l'oscuramento ed unità dell'esercito furono inviate a proteggere le coste e le linee ferroviarie.

## Estate 1942

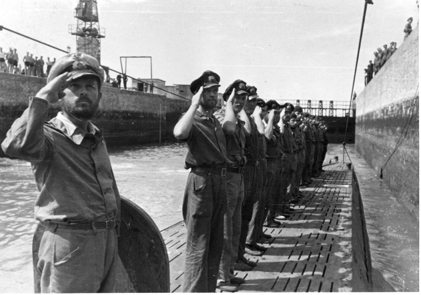
L'U-132, alla base francese di La Rochelle

Il 6 luglio l'U-132 affondò tre mercantili presso la penisola Gaspé e ne danneggiò un altro il 20 luglio. In entrambi i casi riuscì a sfuggire alla caccia del dragamine HMCS Drummondville. Ci furono ulteriori attacchi tedeschi in agosto, presso alcuni porti in Labrador e nel Dominion di Terranova e ad un convoglio nello stretto di Belle Isle, nel quale fu danneggiato l'USS Laramie.
In settembre tre U-Boot effettuarono un raid nel San Lorenzo. L'U-517 affondò nove navi e ne danneggiò una decima in due settimane, sfuggendo alle navi di scorta e riuscendo ad affondare la HMCS Charlottetown l'11 settembre. L'U-165, oggetto di infruttuosi attacchi da parte dei velivoli canadesi, riuscì ad affondare solo lo yacht armato HMCS Raccoon.
I continui attacchi chiusero di fatto al traffico marittimo transatlantico il fiume ed il golfo di San Lorenzo, consentendo solo la navigazione costiera. In pratica, nonostante questo "embargo" indebolisse le ferrovie canadesi verso Sydney ed Halifax, semplificò la gestione dei convogli atlantici. L'embargo durò fino agli inizi del 1944.

## Autunno 1942
In ottobre, il traghetto passeggeri SS Caribou, della Newfoundland Railway venne silurato dall'U-69 nello stretto di Caboto, tra Newfoundland e la Nuova Scozia provocando molte vittime. Il sommergibile tedesco riuscì a sfuggire alla caccia della HMCS Grandmere, appartenente alla classe Bangor. In novembre, l'U-518 affondò due navi per il trasporto di metalli presso la penisola di Bell, nella baia di Concezione. Nonostante l'attacco di un aereo da pattugliamento canadese, il sommergibile riuscì anche a far sbarcare una spia a New Carlisle, che fu poi catturata poco dopo presso la stazione ferroviaria della città.
Le perdite subite dalla flotta sottomarina tedesca nel corso del 1942 in seguito all'entrata in guerra degli Stati Uniti nella battaglia dell'Atlantico, unita al declino della capacità dei cantieri navali a ripianare le perdite subite, fece sì che il compito degli U-Boot fosse di nuovo quello di interrompere il flusso dei convogli di rifornimento alleati tra i due continenti. Di conseguenza, i battelli tedeschi furono ritirati dalla zona del San Lorenzo alla fine dell'anno.

## Autunno 1943
All'inizio del 1943, l'intelligence canadese e la Royal Canadian Mounted Police intercettarono un messaggio diretto ad alcuni ufficiali della Kriegsmarine imprigionati presso il Campo 30 a Bowmanville. Il messaggio riferiva di un piano di fuga che si sarebbe dovuto attuare grazie ad un tunnel scavato sotto il campo. I fuggitivi avrebbero poi dovuto attraversare con documenti falsi la parte orientale dell'Ontario ed il Quebec fino alla punta nord-orientale del Nuovo Brunswick, al largo del faro di Pointe de Maisonnette, dove si sarebbero imbarcati su un U-Boot.
Le autorità canadesi individuarono il punto in cui i prigionieri stavano scavando il tunnel e, al momento del loro tentativo di fuga, li arrestarono tutti tranne uno. Quest'ultimo, probabilmente viaggiando in treno, riuscì a raggiungere il luogo dell'appuntamento, ma venne arrestato dalla polizia a cavallo proprio sulla spiaggia di fronte al faro dove avrebbe dovuto essere imbarcato.
La RCN, comunque, organizzò una forza per contrastare il sommergibile (l'operazione ricevette il nome i codice di "Operation Pointe Maisonnette") guidata dall'HMCS Rimouski, che venne camuffato con una sperimentale forma di "illuminazione diffusa".
La Task Force attese l'arrivo del sommergibile nemico. Si trattava dell'U-536, che venne attaccato con bombe di profondità, ma esso riuscì a fuggire.

## Autunno 1944
Nel 1943 l'aviazione canadese riuscì a rendere difficoltose le operazioni degli U-Boot sulle coste canadesi, mentre la marina aumentava i propri effettivi e le risorse disponibili per la guerra sottomarina nelle acque territoriali. Per l'inizio del 1944, le linee di navigazione della zona del San Lorenzo furono completamente riaperte al traffico marittimo.
Tuttavia alla fine del 1944 ci fu una ripresa dell'attività dei sommergibili tedeschi in zona. Gli Uboat germanici erano sempre più spesso dotati di un dispositivo snorkel, che gli permetteva di navigare in modo continuativo sotto la superficie del mare, senza il bisogno di riemergere.
L'U-1223 entrò nel golfo di San Lorenzo nei primi giorni di ottobre, probabilmente danneggiò in modo serio la fregata HMCS Magog, della classe River (14 ottobre) ed affondò il trasporto canadese SS Fort Thompson (2 novembre).
Tre settimane dopo, il 24 novembre, l'U-1228 attaccò ed affondò la corvetta HMCS Shawinigan (classe Flower) nello stretto di Caboto.
Ma queste due azioni segnarono la fine della battaglia del San Lorenzo. Nel maggio 1945, dopo la resa tedesca, gli U-Boot U-889 ed U-190 si arresero alla RCN, rispettivamente presso le località di Shelburne e Bay Bulls.
Dopo la guerra venne dimostrato che la particolare combinazione di acque dolci e salmastre della zona, nonché fattori legati alla temperatura ed alla presenza di ghiaccio nel mare, ostacolò le operazioni antisommergibile e ridusse l'efficacia dei sonar che avrebbero dovuto individuarli. Inoltre nebbia ed avverse condizioni meteo ostacolarono anche le operazioni aeree.